# Мирабелла (растение)
Мирабелла (лат. Mirabella) — небольшой род суккулентных растений семейства Кактусовые (Cactaceae), произрастающий на территории Бразилии. На 2023 год, включает 3 вида.

## Описание
Mirabella F.Ritter, первое упоминание в Kakteen Südamerika 1: 108 (1979).

### Виды
Подтвержденные виды по данным сайта Plants of the World Online на 2023 год:
- Mirabella albicaulis (Britton & Rose) F.Ritter
- Mirabella estevesii (P.J.Braun) Guiggi
- Mirabella minensis F.Ritter

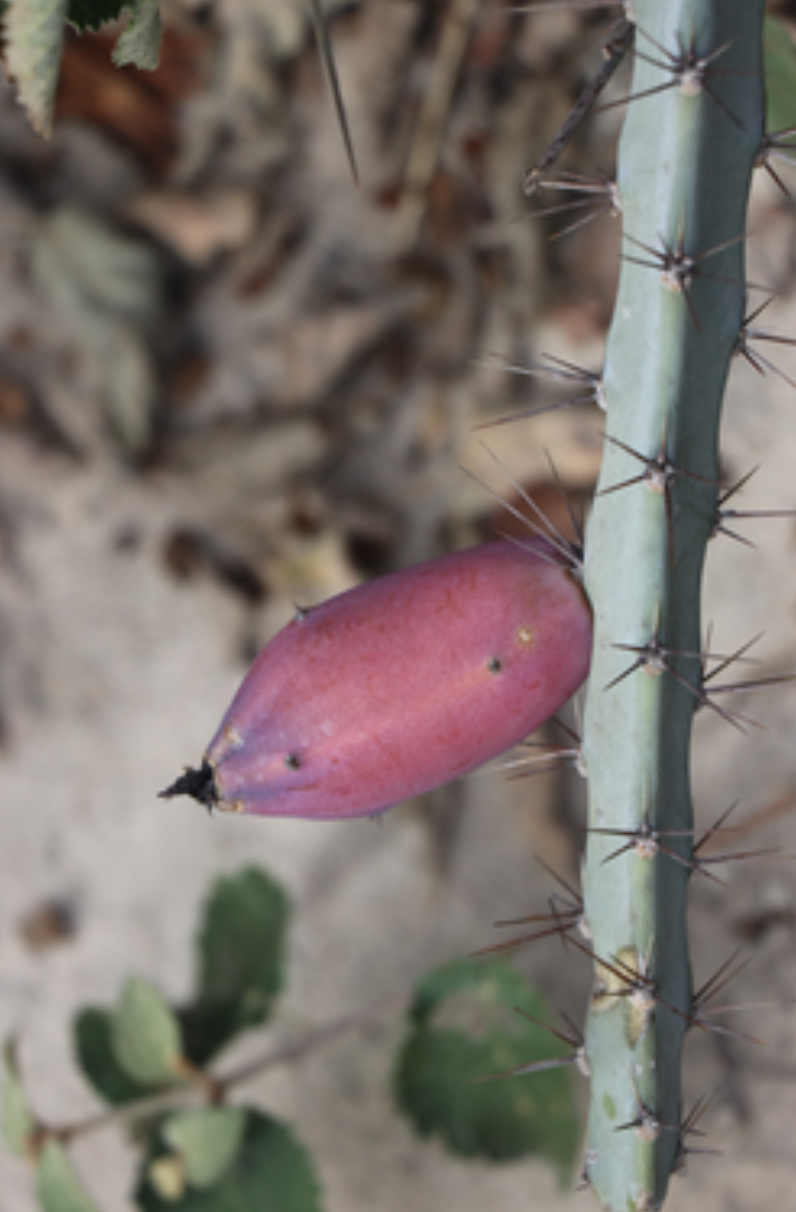
Mirabella albicaulis
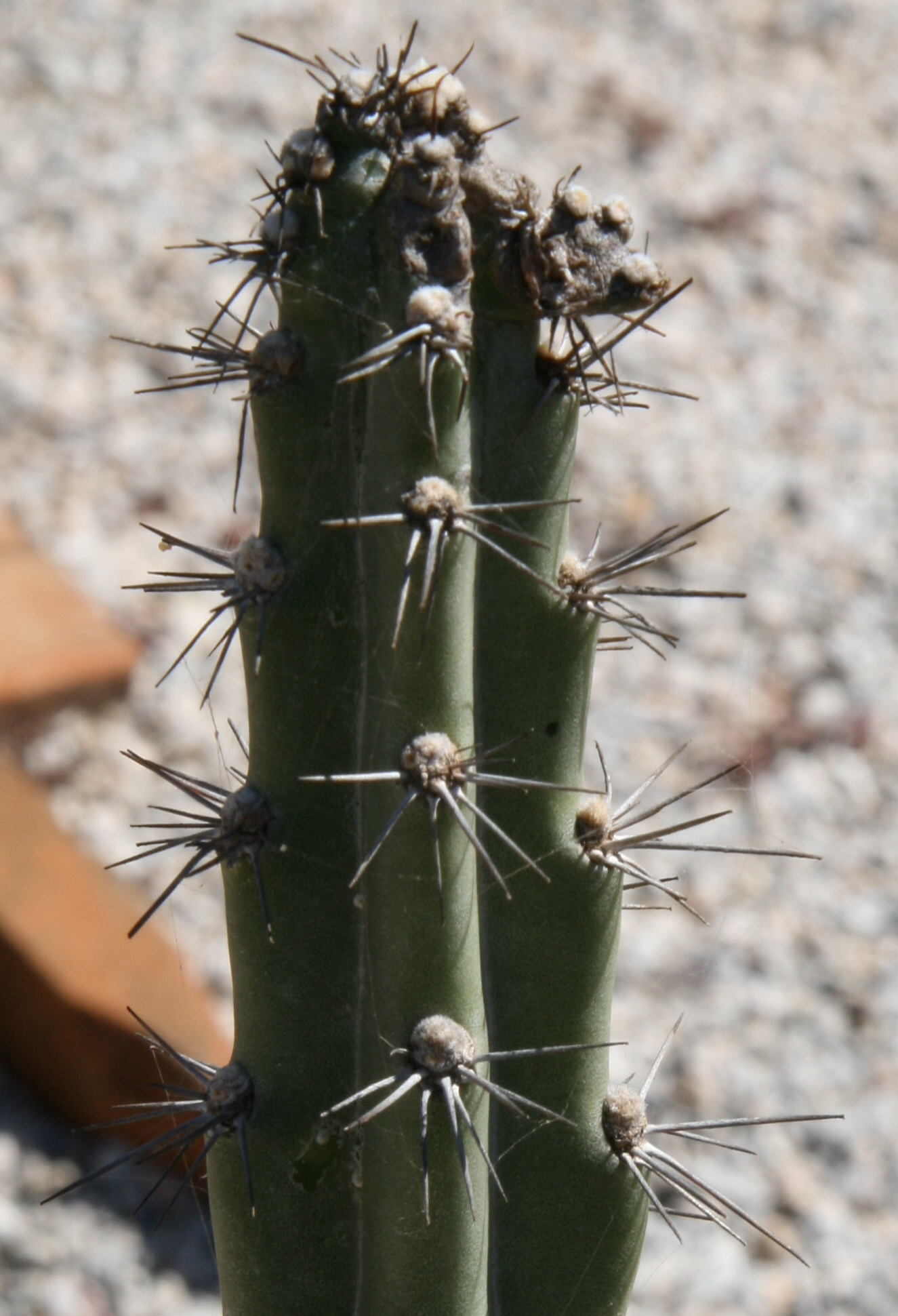
Mirabella estevesii
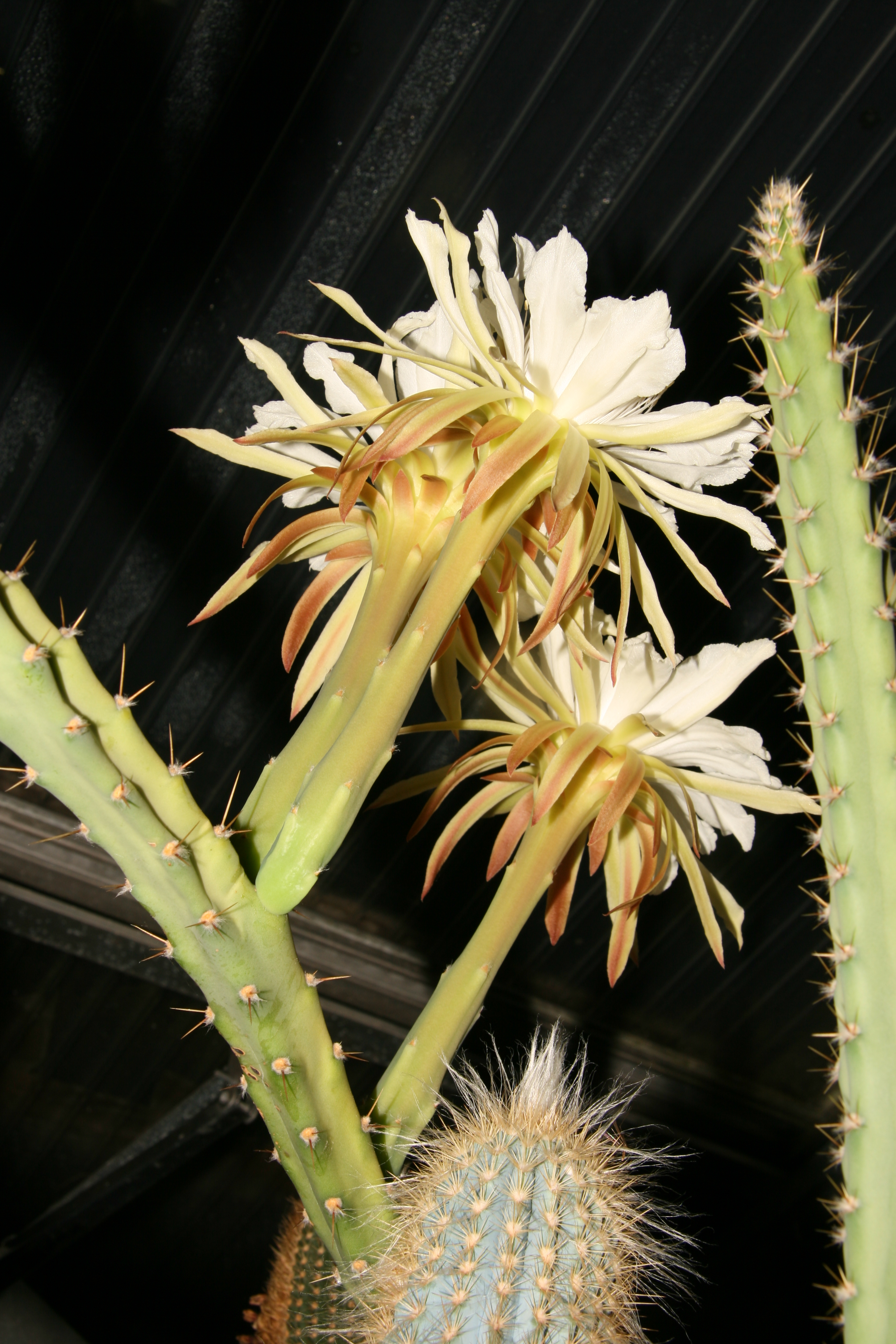
Mirabella minensis